# MARIE

MARIE

MARIE (ang. a machine architecture that is really intuitive and easy) – modelowa, prosta i intuicyjna architektura komputera, zaproponowana w książce Lindy Null i Julii Lobur. Zbudowana jest z pamięci (dla danych) i procesora (składającego się z jednostki ALU i kilku rejestrów) z parametrami:
- notacja dwójkowa, zapis w kodzie dopełnieniowym
- przechowywanie programu, stała długość słowa
- adresowanie słowne
- 4 kB pamięci głównej (12 bitów na każdy adres)
- 16-bitowe dane (16-bitowe słowa)
- 16-bitowe rozkazy (4-bitowy kod operacji + 12-bitowy adres)
- 16-bitowy akumulator (AC)
- 16-bitowy rejestr rozkazów (IR)
- 16-bitowy rejestr bufora pamięci (MBR)
- 12-bitowy licznik rozkazów (PC)
- 12-bitowy rejestr adresów pamięci (MAR)
- 8-o bitowy rejestr wejściowy (InREG)
- 8-o bitowy rejestr wyjściowy (OutREG)

## Literatura
- Linda Null, Julia Lobur, "The Essentials of Computer Organization and Architecture", Jones and Bartlett Publishers Inc., 2006. ISBN 978-0-7637-3769-6
- Linda Null, Julia Lobur, "Struktura organizacyjna i architektura systemów komputerowych", Helion, Warszawa, 2004, ISBN 83-7361-430-3